# Muse
Muse je anglická alternativní rocková hudební skupina založená v roce 1994 v Devonu. Tvoří ji tři členové – Matthew Bellamy, Dominic Howard a Christopher Wolstenholme. Matthew Bellamy je autorem většiny písní skupiny. Alba Absolution, Black Holes and Revelations a The Resistance se dostala na první místo britské albové hitparády. V roce 2011 získala skupina první cenu Grammy, The Resistance bylo prohlášeno nejlepším rockovým albem.

## Historie

### Seskupení a počátky (1994–1997)
Členové Muse byli původně členy různých kapel Teignmouth Community College. Skupina se začala dávat dohromady poté, co čtrnáctiletý Matthew Bellamy úspěšně vstoupil do kapely bubeníka Dominica Howarda. Tato kapela se ale rozpadla poté, co se její druhý kytarista Phys Vandit rozhodl odejít. A tak požádali svého dobrého kamaráda Chrise Wolstenholma, aby se naučil hrát na basovou kytaru. Nově vzniklá kapela několikrát změnila název (Gothic Plague, Carnage Mayhem, Fixed Penalty, nebo Rocket Baby Dolls), než došla k jménu Muse.V roce 1994 vyhráli jako Rocket Baby Dolls místní soutěž kapel (na této soutěži byli jediná rocková kapela). Krátce poté se členové rozhodli skončit své univerzitní studium a začali se živit jako profesionální hudebníci.

### První EP a Showbiz (1998–2000)
Po několika letech budování fanouškovské základny odehráli Muse své první koncerty v Londýně a Manchesteru. Po nich měla skupina významnou schůzku s Dennisem Smithem, majitelem nahrávacího studia Sawmills, vybudovaného v bývalém vodním mlýně v Cornwallu. Toto setkání vedlo k podepsání smlouvy a jejich prvním řádným nahrávkám. První EP, které vyšlo na labelu Dangerous, mělo obal navržený bubeníkem Dominikem Howardem. Jejich druhé EP, Muscle museum EP, okamžitě přitáhlo pozornost britského hudebního novináře Steve Lamacqa a hudebního časopisu NME. Dennis Smith následovně založil hudební společnost Taste media speciálně pro Muse (skupina zůstala s Taste media pro jejich první tři alba).
Navzdory úspěchu Muscle Museum EP nebyly britské nahrávací společnosti příliš ochotné podepsat s Muse smlouvu. Z mnoha částí hudebního průmyslu se tehdy ozývalo, že – stejně jako mnoho jejich současníků – i oni mají zvuk velmi podobný Radiohead. A tlačit se do bitvy s Radiohead nikdo nechtěl. Avšak americké nahrávací společnosti vyšly kapele vstříc. Muse okamžitě odletěli první třídou do Států a na Štědrý den roku 1998 podepsali smlouvu s Maverick Records, jež byla doplněna po návratu do Evropy o dojednání s Taste media. Nový kontrakt zaručoval kapele kontrolu nad právy nejen v Evropě, ale i v Austrálii a ostatních zemích světa. John Leckie, producent druhé desky Radiohead – The Bends a A Storm in Heaven od The Verve se ukázal být jako pravý pro produkování prvního alba Muse Showbiz. Ve svém debutu předvedli Muse měkký rockový styl plný falzet s texty odkazující především na potíže najít sebe sama a zařadit se do společnosti, kterou tehdy představovalo jejich rodné město Teignmouth. Po vydání tohoto alba bylo oznámeno, že Muse podpoří jako předkapela pro americké turné například Spice Girls a Savage Garden. Rok 1999 a 2000 znamenal pro Muse hraní na významnějších festivalech v Evropě a v Austrálii.

### Origin of Symmetry (2001–2002)
Druhé album s názvem Origin of Symmetry (v překladu: Počátky souměrnosti) opět produkoval John Leckie. Skupina tentokráte experimentovala s neortodoxní instrumentací, jako například kostelní Mellotron a rozšířené soupravy bubnů. Je zde i více Bellamyho vysokého zpěvu, hrátky s kytarou a značné použití klavíru (New Born, Space Dementia, Feeling Good). Bellamy se odkazuje k Jimi Hendrixovi a Tomu Morellovi (Rage Against the Machine, Audioslave), je si velmi jistý v nových, více rytmických jazzových figurách, které doplňují toto album založené na hutných a četných kytarových riffech. Album je stejně tak plné různých kytarových hrátek a nachází se na něm také coververze Anthony Newleyho a Leslie Bricusse „Feeling Good“.
Muse byli často srovnáváni s Queen – tomu vděčí především Bellamyho hrou, ne nepodobnou hraní Briana Maye. I srovnání s Radiohead bylo na místě: Dean Carlson z All Music Guide komentoval toto album slovy:
| „ | Jestli se chcete jevit jako Radiohead s Thomem Yorkem, který se sám nechce jevit jako Radiohead, musíte se chovat stejně tak pošetile, nabubřele a zároveň geniálně. | “ |

Druhé Album Muse mělo velké ambice prorazit a ovlivnit americký trh, ale lidé v Mavericku měli výhrady k Bellamyho hlasovému stylu, což došlo tak daleko, že byli Muse žádáni, aby pro americkou verzi pozměnili několik svých písní, což skupina neudělala, rozkmotřila se s Maverickem a přešla k Warner music (album bylo nakonec uvolněné pro USA v září 2005).
Vzhledem k tomu, že Muse provázel status výborné živé kapely a neuvěřitelných vystoupení, vydali live DVD Hullabaloo, které obsahovalo sestřih ze dvou koncertů v pařížské Le Zenith z roku 2001, který byl doplněn záznamem z turné skupiny, mapující jejich rok trmácení se po Evropě. Zároveň vyšlo i dvou-diskové DVD Hullabaloo, které na jedné straně obsahuje zvukovou stopu několika písní z Le Zenith a několik béčkových písní. V japonské verzi byly uveřejněny i nové nahrávky In your world a Dead Star.

### Absolution (2003–2005)
V roce 2003 vydala kapela své třetí studiové album s názvem Absolution. Muse zde pokračovali ve svém originálním stylu, který ukázali již v předešlém Origin of Symmetry. Celé album je postaveno na hlavním tématu konce světa, které vychází z Bellamyho zájmu o vědu, nadpřirozenost a konspirační teorii. Apokalypsu a reakce na ni dokazují jednak samotná hudba a jednak názvy jednotlivých skladeb. Přesto členové kapely tvrdí, že obsah písní má naopak posluchače povznést, hlavně při poslechu „Butterflies and Hurricanes a „Blackout.
S velkou podporou britských a amerických kritiků vyrazili Muse na své první turné po světových stadionech. Během jednoho roku navštívili Austrálii, USA, Nový Zéland, Kanadu a Francii a ještě stačili vydat pět nových singlů – „Time Is Running Out“, „Hysteria“, „Sing for Absolution“, „Stockholm Syndrome“ a „Butterflies and Hurricanes“. Největším průlomovým hitem z alba Absolution se stal singl „Time Is Running Out“, který obsadil v americké US Modern Rock chart devátou příčku.
V roce 2004, kdy kapela započala své celosvětové turné, se Bellamy zranil při zahajovacím koncertu v Atlantě, což zapříčinilo několikadenní zpoždění celé koncertní šňůry. V červnu 2004 v rámci svého Absolution Tour zamířili Muse do anglického Glastonbury na největší rockový festival Glastonbury Festival. Krátce po skončení festivalu prohlásila kapela, že to bylo jejich největší a nejlepší vystoupení v historii Muse. Tento velký úspěch byl však zastíněn náhlou smrtí otce bubeníka Dominica Howarda, který sledoval koncert a krátce po něm dostal infarkt. Turné pokračovalo po několika týdnech dále v USA. Před Vánocemi hráli Muse ve vyprodané londýnské Earls Court aréně, kde kvůli velkému zájmu o vstupenky bylo přidáno další vystoupení. V roce 2004 také získaly dvě ceny MTV EMAs za nejlepší alternativní skupinu a za nejlepší skupinu Spojeného království a Irska. Dále získaly cenu časopisu Q za nejlepší koncertní výkon roku. V roce 2005 byli Muse oceněni BRIT Award v kategorii nejlepší koncertní výkon.
Kapela ukončila své Absolution Tour v lednu 2005, avšak koncertování nenechala. V dubnu a v květnu téhož roku vyjeli zpět do USA, kde vystupovali na menších festivalech. Nevynechali ani největší charitativní akci roku 2005 – Live 8. Dne 2. července se tohoto projektu zúčastnili na nádvoří zámku Versailles u Paříže, kde zahráli čtyři skladby („Time Is Running Out“, „Hysteria“, „Bliss“ a „Plug In Baby“).
V dubnu 2005 bylo neoficiálně vydáno biografické DVD Manic Depression, na kterém se však kapela nepodílela a nikdy ho neschválila jako oficiální. Pravé a oficiální DVD s názvem Absolution Tour bylo vydáno 12. prosince 2005. Obsahuje záběry dvanácti skladeb z živého vystoupení na Glastonbury Festival (2004) a čtyři písně z koncertů v Los Angeles, Londýně a San Diegu. Součástí DVD jsou i tzv. easter eggs, za nimiž jsou skryté dvě skladby z londýnského koncertu ve Wembley. Jediný song z alba Absolution, jenž se na DVD neobjevil, je „Falling Away With You“, který nebyl dodnes zazpíván naživo na žádném vystoupení.

### Black Holes and Revelations (2006–2007)

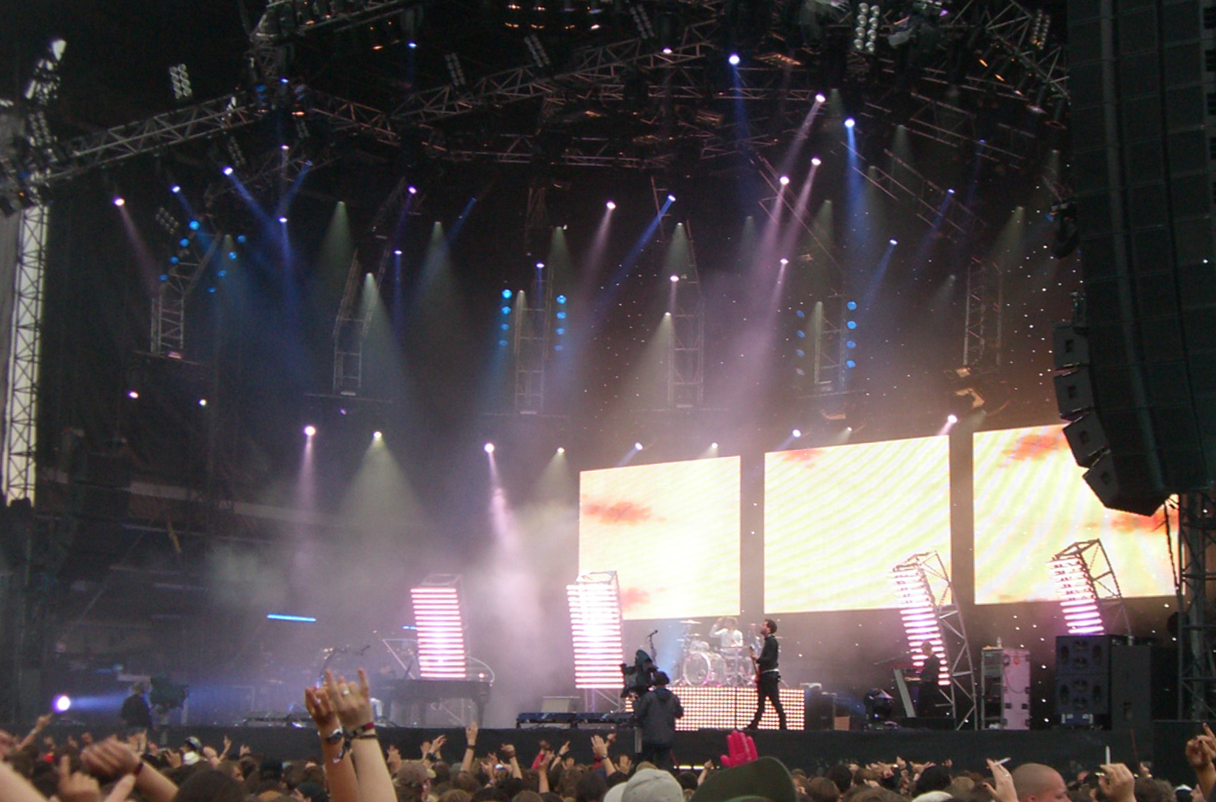
Koncert Muse na festivalu Rock im Park v německém Norimberku

3. července 2006 vydali Muse své čtvrté studiové album s názvem Black Holes and Revelations, které produkoval opět Rich Costey. Jako první si novou desku mohli koupit Japonci (28. června), 3. července Evropani a fanoušci ze Severní Ameriky se alba dočkali 11. července. Stejně jako u Absolution i u Black Holes and Revelations vychází hlavní téma z Bellamyho fascinace nadpřirozeností a science fiction.
Z alba bylo vytvořeno celkem pět singlů. První z nich byla skladba „Supermassive Black Hole“, která byla oficiálně vydaná 19. června 2006. Od 9. května doprovázel rádiovou verzi také klip režírovaný Italem Floriem Sigismondim. Celá „supermasivní série byla uvedená na trh ještě před vydáním samotného alba. Jako druhý na řadu přišel 4. září 2006 poměrně známý singl „Starlight“, jenž se v americké hitparádě US Modern Rock vyšplhal na druhou příčku. Poprvé se tato skladba hrála naživo v polovině června 2006 na festivalu Radio 1's Big Weekend, kde kapela zahrála i třetí singl „Knights of Cydonia“. „Rytíři z Cydonie“ obsadili v australské hitparádě Triple J Hottest 100 první místo a desáté příčky v anglické UK Singles Chart a americké US Modern Rock. V pořadí čtvrtý singl „Invincible“ spatřil světlo světa 7. dubna 2007 a poslední pátý „Map of the Problematique“ se na veřejnost dostal až 18. června 2007, a to navíc pouze v digitální podobě.
Ačkoliv se v roce 2006 kapela věnovala hlavně natáčení nové desky, snažili se pořádat také koncerty. 13. května 2006 vystoupili na festivalu rádia BBC Radio 1's Big Weekend ve skotském Dundee, kde podle časopisu NME učinili velkolepý comeback na světovou rockovou scénu. V červenci odstartovali v Severní Americe hlavní turné, které se skládalo převážně z koncertů na světových festivalech. Na začátku srpna 2006 se vrátili do Evropy a ve Spojeném království uspořádali větší koncertní šňůru po britských arénách. Na konci roku 2006 koncertovali ve zbylých státech Evropy společně s kapelou Noisettes, která jim dělala předskokany. S novým rokem 2007 pokračovalo turné v Austrálii, na Novém Zélandu a po vystoupeních v Jihovýchodní Asii se Muse vrátili na jarní a letní festivaly zpět do Evropy, kde je čekaly snad největší koncerty v celé jejich historii.
Takovou menší ochutnávkou byla na začátku června 2007 dvojice největších německých rockových festivalů Rock am Ring a Rock im Park v bavorském Norimberku. Společně s kapelami Linkin Park, Arctic Monkeys, Smashing Pumpkins a Korn se Muse stali hlavními tahouny obou festivalů. Skutečná historie se ale psala o několik dnů později, když 16. června dokázali jako první skupina vyprodat zrekonstruovanou Wembley arénu v Londýně.. Celkem se na novém stadionu konaly dva koncerty (16. a 17. června), z nichž vznikla třetí kompilace DVD/CD s názvem H.A.A.R.P, která byla oficiálně vydaná 17. března 2008.
Po úspěchu ve Wembley Muse pokračovali ve svém turné po Evropě a v srpnu 2007 odjeli koncertovat do USA. Na konci října vystoupili po boku Rage Against the Machine, Gogol Bordello a Queens of the Stone Age na halloweenském festivalu Vegoose v Las Vegas. Jako hlavní skupina zahráli poslední koncert propagující Black Holes and Revelations na festivalu KROQ Almost Acoustic Christmas v kalifornském Los Angeles a tím ukončili nepřerušenou řadu vyprodaných vystoupení po celém světě.

### H.A.A.R.P
17. března 2008 vyšla dlouho očekávaná kompilace CD + DVD s názvem H.A.A.R.P. Balení je pojmenováno podle High Frequency Active Auroral Research Program (HAARP), jak je pojmenovaný výzkumný projekt zaměřený na zkoumání ionosféry, který však kapela Muse a někteří lidé považují za tajnou zbraň. CD a DVD dokumentují dva koncerty Muse ve vyprodané londýnské Wembley aréně 16. a 17. června 2007. Na DVD je natočeno dvacet živých skladeb ze 17. června a na CD je nahráno čtrnáct songů z noci 16. června.
V květnu 2007 prozradili Muse časopisu Kerrang!, že pracují na nových skladbách na nové album.
V březnu 2008 vystoupili Muse v Dubaji, Johannesburgu a v Kapském Městě. 12. dubna 2008 zahráli v londýnské Royal Albert Hall na charitativním koncertu organizace Teenage Cancer Trust. Bylo to jejich první velké vystoupení po legendárním koncertu ve Wembley v červnu 2007. V srpnu se měli stát hlavními tahouny anglického festivalu V festival, což měla být údajně jediná šance, jak vidět kapelu naživo v rámci evropských festivalů. Avšak později byla tato informace vyvrácena poté, co skupina přijala pozvánku na brazilsko-portugalský festival Rock in Rio. V Lisabonu vystoupili společně s kapelami Linkin Park, Kaiser Chiefs a The Offspring 6. června 2008. 13. srpna 2008 proběhl koncert v irském Dublinu.

### The Resistance(2009)

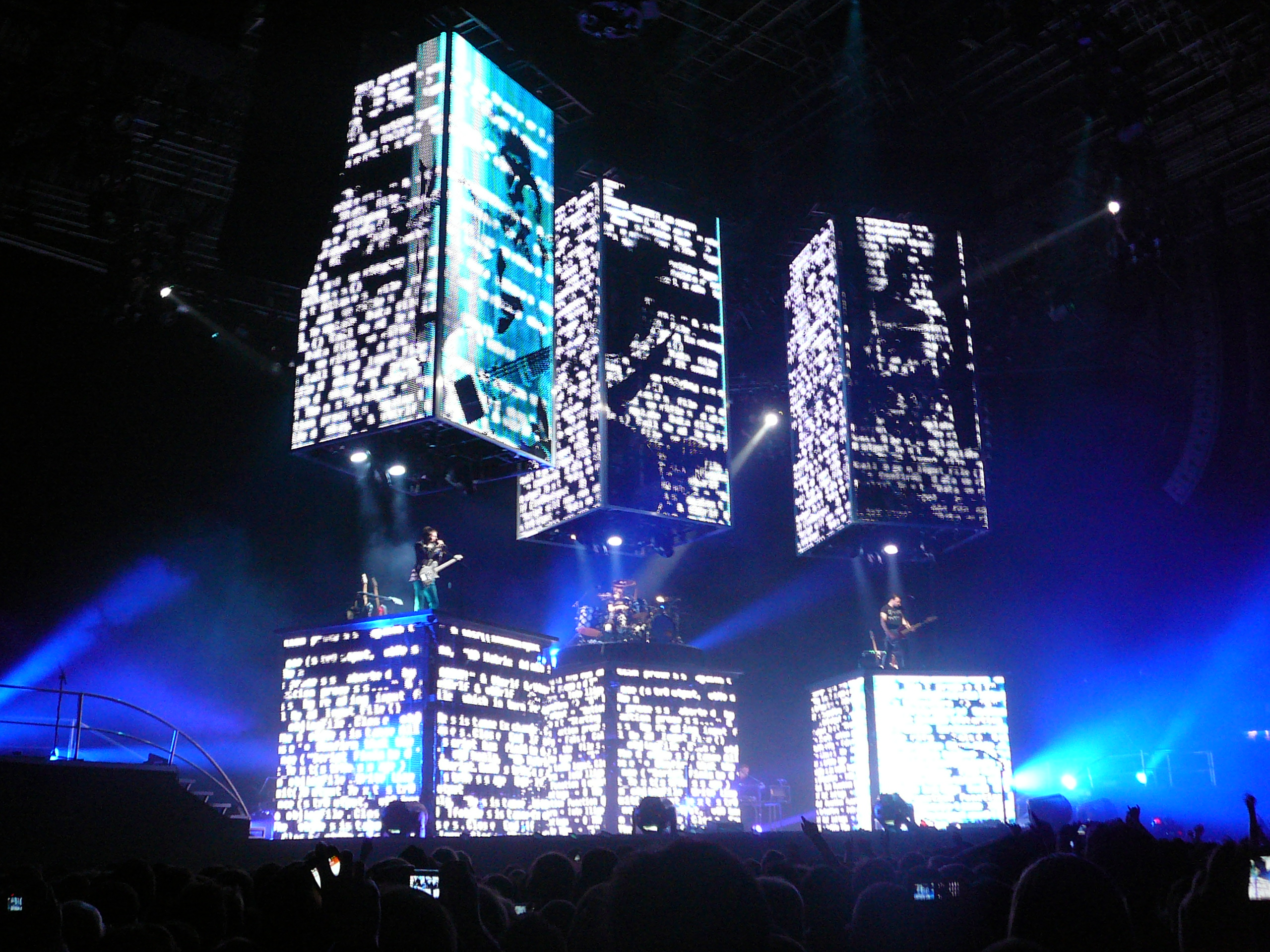
Muse při písni „Resistance“ na koncertě v Birminghamu (2009)

Skupina vydala své páté studiové album v září 2009. První informace o jeho podobě se objevily v roce 2007. Muse některým písním plánovali dát větší elektronickou a taneční podobu, jiné chtěli naopak udělat v klasickém či symfonickém stylu za pomoci orchestru. Uvažovali také o tom, že by si novou desku produkovali sami, aby nemuseli mít při výběru skladeb a při jejich úpravě svázané ruce producentem, což nakonec uskutečnili. V lednu 2008 Bellamy řekl magazínu NME, že si není jistý, v jakém formátu písně nahrají. Doslova řekl:
| „ | …možná vytvoříme album, možná jen singly, nebo to může být třeba i 50minutová symfonie, víte, co tím chci říct? Kdo ví?… | “ |

V interview také prozradil, že by rád na nové desce udělal vlastní patnáctiminutové rockové sólo na kytaru. Nakonec má The Resistance běžnou formu, 11 oddělených písní běžné délky, i když poslední tři písně tvoří dohromady rozsáhlou skladbu „Exogenesis: Symphony“, ve které skupina uplatnila symfonické prvky.
Album se setkalo převážně s pozitivní kritikou a dosáhlo na nejvyšší příčku hitparád v 19 zemích. Z alba vzešly postupně singly „Uprising“, „Undisclosed Desires“, „Resistance“ a v limitované edici pak „Exogenesis: Symphony“, 13minutová skladba pojatá jako symfonie, rozdělená na tři části.
Pro 53. ročník vyhlašování cen Grammy (v roce 2011) získala skupina 3 nominace. Album The Resistance nakonec zvítězilo v kategorii Nejlepší rockové album, nominace písně „Resistance“ v kategoriích Nejlepší rocková píseň a Nejlepší rockový výkon ze zpěvem předvedený duem nebo skupinou (Best Rock Performance By A Duo Or Group With Vocals) nebyly úspěšné.
V květnu 2010 byl vydán zatím poslední singl s názvem „Neutron Star Collision (Love Is Forever)“, hlavní píseň soundtracku pro film Twilight sága: Zatmění.

### The 2nd Law(2012)
The 2nd Law (druhý zákon termodynamiky) je šesté studiové album. Ve velké části Evropy album vyšlo 28. září 2012. Mimo skladby „Follow Me“ si album produkovala skupina sama. Ve skladbě „Follow Me“ je producentem skupina Nero. Poprvé v historii kapely se na tomto albu objevily také dvě písně napsané a nazpívané baskytaristou Chrisem Wolstenholmem, nazvané „Save Me“ a „Liquid State“. V těchto písních Chris zpívá o překonávání své závislosti na alkoholu.
Skladba „Survival“ se stala titulní písní Letních olympijských her v Londýně 2012, na jejichž zahajovacím ceremoniálu kapela song také poprvé zahrála naživo před zraky asi 80 tisíc diváků.
Skladby „Isolated System" a „Follow Me“ zazněly ve filmu World War Z.
Obal alba znázorňuje tok signálu po neuronech v mozku.

### Muse Live at Rome Olympic Stadium(2013)
Záznam červencového koncertu v Římě vydala skupina 29. listopadu na CD, DVD a Blu-ray. Film byl natočen šestnácti kamerami Sony PMW-F55 CineAlta 4K. Všechny snímky byly zaznamenány v HD a 4K na tři terabytové pevné disky. Režírování se ujal Matt Askem, s nímž kapela pracovala na dvou předešlých koncertních DVD (Hullabaloo: Live at Le Zenith v Paříži a HAARP), a produkovali Serpent Productions. Jedná se o vůbec první koncertní film natočený v rozlišení 4K.
Dne 5. listopadu 2013 měl film celosvětovou premiéru v rozlišení 4K, avšak pouze ve vybraných 20 městech světa, mezi nimiž byla i Prahy, kde mohli fanoušci film zhlédnout v kině Aero. Následující dny film vstoupil do běžných kin po celém světě.
Album obsahuje vystoupení kapely v Římě na Stadio Olimpico dne 6. července 2013 před davem 60 963 lidí. Koncert byl součástí The Unsustainable Tour, což je název pro letní část The 2nd Law Tour, která probíhala v létě 2012 na velkých stadionech v jedenácti evropských zemích. Jednalo se o dosud nejrozsáhlejší stadionovou tour kapely. Součástí stadionových vystoupení Muse byl také obrovský robot Charles „zpívající“ píseň „The 2nd Law: Unsustainable“, bankéř Steve rozhazující tzv. „Musos“ (falešné Muse bankovky připomínající euro) během písně „Animals“ nebo akrobatka visící z obrovské létající žárovky při písních „Guiding Light“ a „Blackout“.

## Muse v Česku
Muse vystoupili v České republice 5. července 2010 v rámci festivalu Rock for People.
Do Prahy pak přijeli ještě 22. listopadu roku 2012 v rámci svého světového turné. Toto vystoupení bylo v českých médiích hodnoceno většinou velmi příznivě. Některá média psala dokonce o „koncertu roku“.
Dalšími vystoupeními v České republice byly koncerty 4. června 2016 v pražské O2 areně. a 26. května 2019 v Praze na Letišti Letňany. Zatím posledním vystoupením v České republice bylo vrcholné zakončení festivalu Rock for People v Hradci Králové v neděli 11. června 2023.

## Členové Muse

### Stálí členové
- Matthew James Bellamy – zpěv, kytara, klavír, syntezátor
- Dominic James Howard – bicí souprava, bicí nástroje, syntezátor
- Christopher Wolstenholme – basová kytara, vokálový doprovod, syntezátor, kytara

### Hostující členové
- Morgan Nicholls – klávesy, syntezátor, vokálový doprovod, basová kytara (2004, 2006–současnost)
- Dan „The Trumpet Man“ Newell – trubka (2006–2007)

## Diskografie

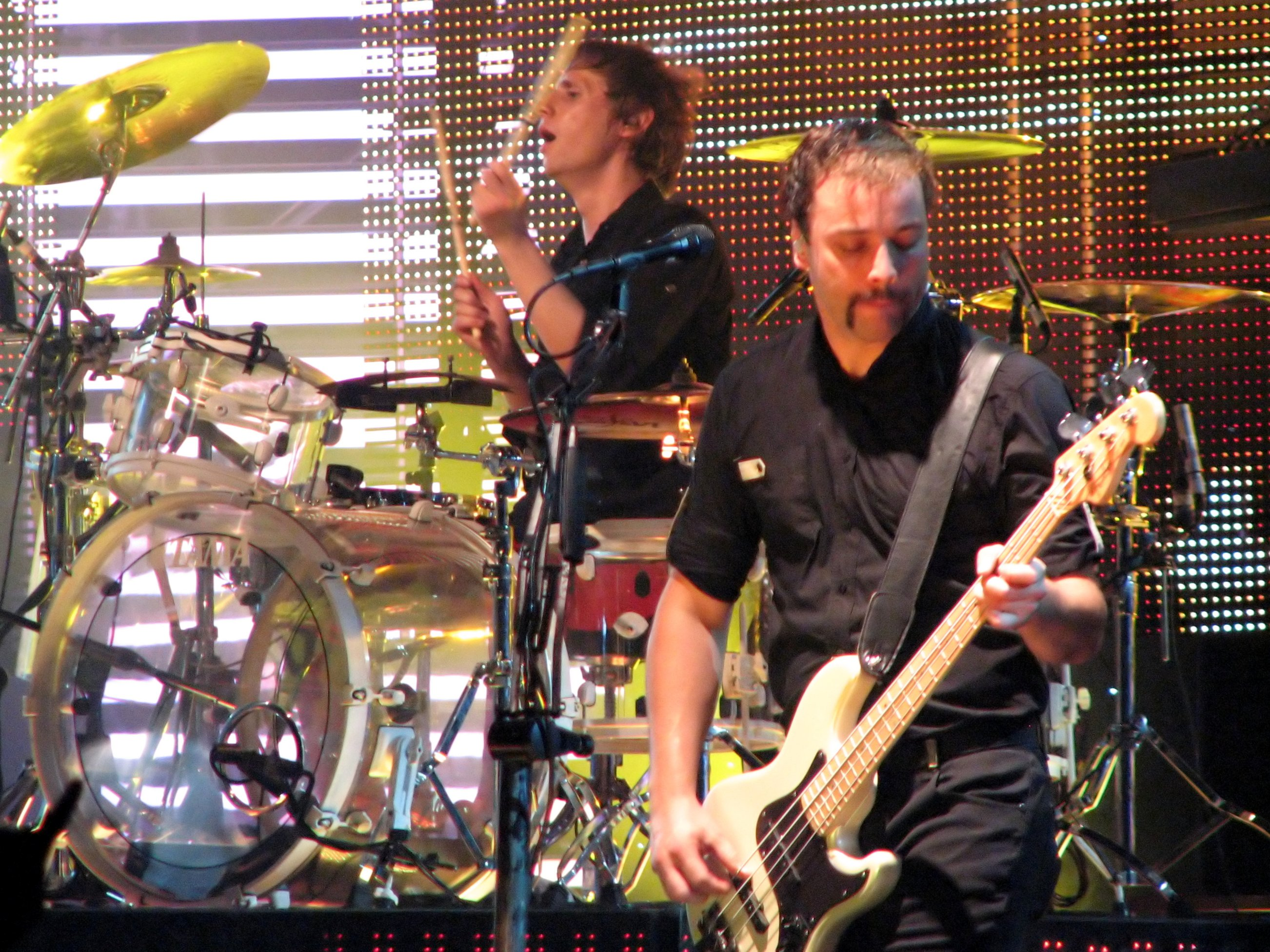
Muse během koncertu v Torontu v roce 2007

### Studiová alba
- 1999 – Showbiz (vydáno 28. září 1999)
- 2001 – Origin of Symmetry (vydáno 17. července 2001)
- 2003 – Absolution (vydáno 29. září 2003)
- 2006 – Black Holes and Revelations (vydáno 3. července 2006)
- 2009 – The Resistance (vydáno 14. září 2009)
- 2012 – The 2nd Law (vydáno 28. září 2012)
- 2015 – Drones (vydáno 5. června 2015)
- 2018 – Simulation Theory (vydáno 9. listopadu 2018)
- 2022 – Will of the People (vydáno 26. srpna 2022)

### Kompilace a živá alba
- 2002 – Hullabaloo (vydáno 1. července 2002)
- 2005 – Absolution Tour (vydáno 5. prosince 2005)
- 2008 – H.A.A.R.P (vydáno 17. března 2008)
- 2013 - Live At Rome Olympic Stadium (vydáno 29. listopadu 2013)

### EP
- Muse (1998)
- Muscle Museum EP (1999)
- Random 1-8 (vydáno pouze v Japonsku) (2000)
- Plug In Baby EP (2001)
- New Born EP (2001)
- Dead Star/In Your World (2002)

### DVD
- Bliss (2001)
- Hullabaloo (2002)
- Time Is Running Out (2003)

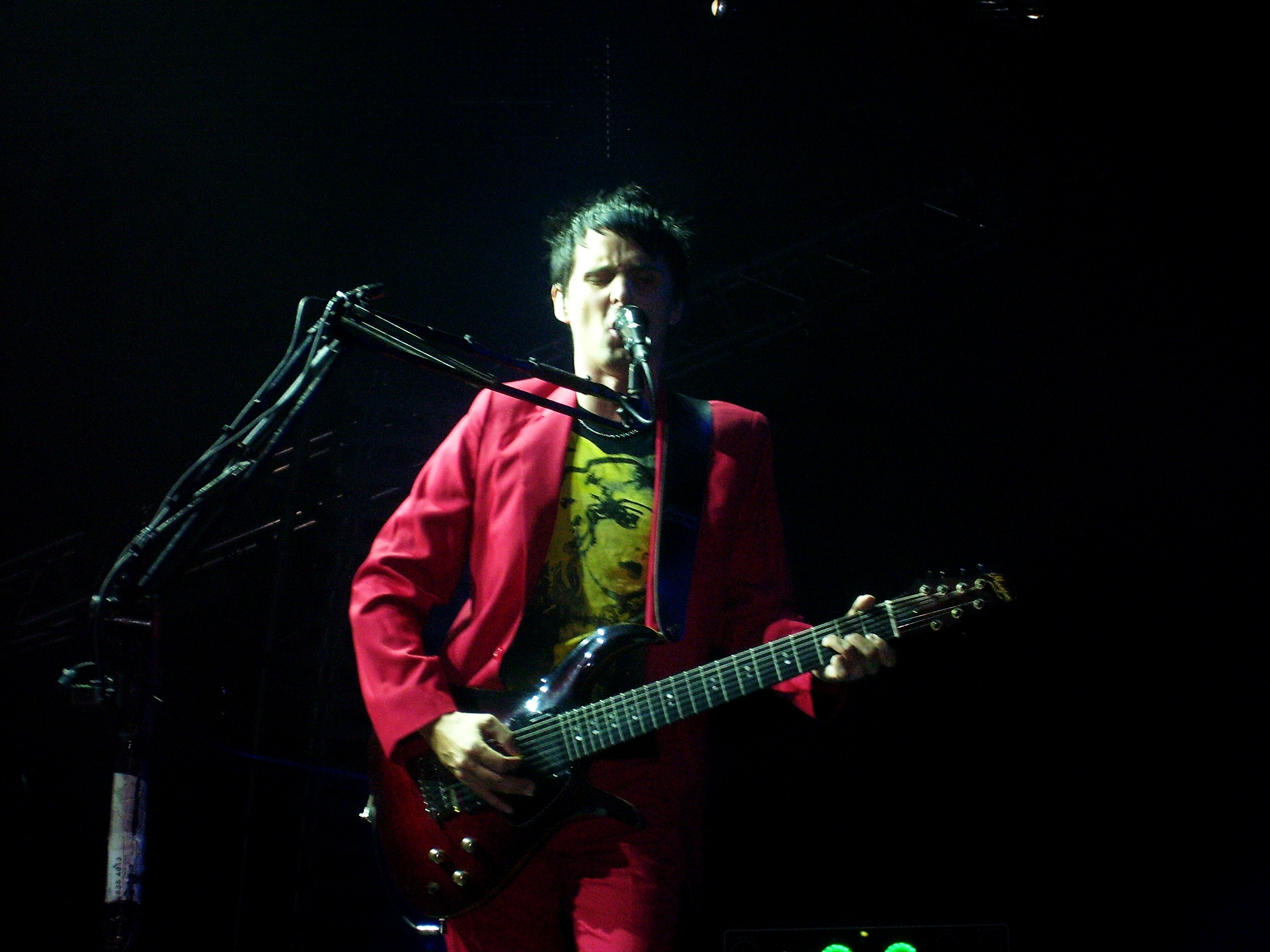
Matthew Bellamy byl podle magazínu NME nejvíce sexy mužem roku 2007

- Absolution (limitovaná edice) (2003)
- Hysteria (2003)
- Sing for Absolution (2004)
- Butterflies and Hurricanes (2004)
- Absolution Tour (2005)
- Supermassive Black Hole (2006)
- Starlight (2006)
- Knights of Cydonia (2006)
- Invincible (2007)
- H.A.A.R.P (vydáno 17. března 2008)
- Making Of The Resistance (2009)
- Making Of The 2nd Law (2012)
- Live At Rome Olympic Stadium (2013)
- Drones World Tour (2018)
- Simulation Theory Film (2020)

### Singly
| 1999 | Uno                                      | Showbiz                                                         | 73 | 41  | —  | —  |
| 1999 | Cave                                     | Showbiz                                                         | 52 | —   | —  | —  |
| 1999 | Muscle Museum                            | Showbiz                                                         | 43 | —   | —  | —  |
| 2000 | Sunburn                                  | Showbiz                                                         | 22 | —   | —  | —  |
| 2000 | Unintended                               | Showbiz                                                         | 20 | —   | —  | —  |
| 2000 | Muscle Museum (U.S. mix)                 | Showbiz                                                         | 25 | —   | —  | —  |
| 2001 | Plug In Baby                             | Origin of Symmetry                                              | 11 | —   | 42 | 40 |
| 2001 | New Born                                 | Origin of Symmetry                                              | 12 | —   | 39 | 65 |
| 2001 | Bliss                                    | Origin of Symmetry                                              | 22 | —   | —  | 87 |
| 2001 | Hyper Music/Feeling Good                 | Origin of Symmetry                                              | 24 | —   | —  | —  |
| 2002 | Dead Star/In Your World                  | Hullabaloo Soundtrack                                           | 13 | —   | —  | 76 |
| 2003 | Stockholm Syndrome                       | Absolution                                                      | 31 | 31  | —  | —  |
| 2003 | Time Is Running Out                      | Absolution                                                      | 8  | 9   | 14 | 58 |
| 2003 | Hysteria                                 | Absolution                                                      | 17 | 9   | 31 | 77 |
| 2004 | Sing for Absolution                      | Absolution                                                      | 16 | —   | 45 | 47 |
| 2004 | Apocalypse Please                        | Absolution                                                      | 10 | —   | —  | —  |
| 2004 | Butterflies and Hurricanes               | Absolution                                                      | 14 | —   | —  | 70 |
| 2006 | Supermassive Black Hole                  | Black Holes and Revelations                                     | 4  | 6   | 9  | 51 |
| 2006 | Starlight                                | Black Holes and Revelations                                     | 13 | 2   | —  | 26 |
| 2006 | Knights of Cydonia                       | Black Holes and Revelations                                     | 10 | 10  | —  | —  |
| 2007 | Invincible                               | Black Holes and Revelations                                     | 21 | —   | —  | —  |
| 2007 | Map of the Problematique                 | Black Holes and Revelations                                     | 18 | —   | —  | —  |
| 2009 | Uprising                                 | The Resistance                                                  | 9  | 37  | 14 | —  |
| 2009 | Undisclosed Desires                      | The Resistance                                                  | 49 | —   | 10 | —  |
| 2010 | Resistance                               | The Resistance                                                  | 38 | 114 | —  | —  |
| 2010 | Neutron Star Collision (Love Is Forever) | The Twilight Saga: Eclipse (Original Motion Picture Soundtrack) | 11 | 77  | 10 | —  |
| 2012 | Surival                                  | 2nd Law                                                         | —  | —   | —  | —  |
| 2012 | Madness                                  | 2nd Law                                                         | —  | —   | —  | —  |

## Zajímavosti
- Píseň „Shrinking Universe“ z desky Hullabaloo byla použita ve filmu 28 týdnů poté.
- Píseň „Supermassive Black Hole“ je součástí soundtracku k videohře FIFA 07.
- V roce 2007 byla píseň „Space Dementia“ použita v reklamě na Dior. Reklamní spot režíroval Wong Kar Wai a zahrála si v něm Eva Green.
- V únoru 2006 zařadil časopis Q na základě hlasování fanoušků Origin of Symmetry na 74. místo v anketě „100 nejlepších alb všech dob“.
- Magazín NME vyhlásil zpěváka Muse Matthewa Bellamyho nejvíce sexy mužem roku 2007 a skupinu Muse nejlepší britskou kapelou roku 2007.
- Píseň „Supermassive Black Hole“ byla na začátku roku 2008 použita na jednu ze scén filmu Stmívání (Twilight), kde upírská rodina hraje baseball.
- Píseň „I Belong to You“ byla v roce 2009 použita ve filmu Nový měsíc ze série Stmívání.
- Píseň „Neutron Star Collision“ byla v roce 2010 použita k závěrečným titulkům filmu Zatmění ze série Stmívání.
- Píseň „Isolated system“ z alba The 2nd Law byla použita jako soundtrack známého filmu World War Z.